# Nederland op het Eurovisiesongfestival 2023

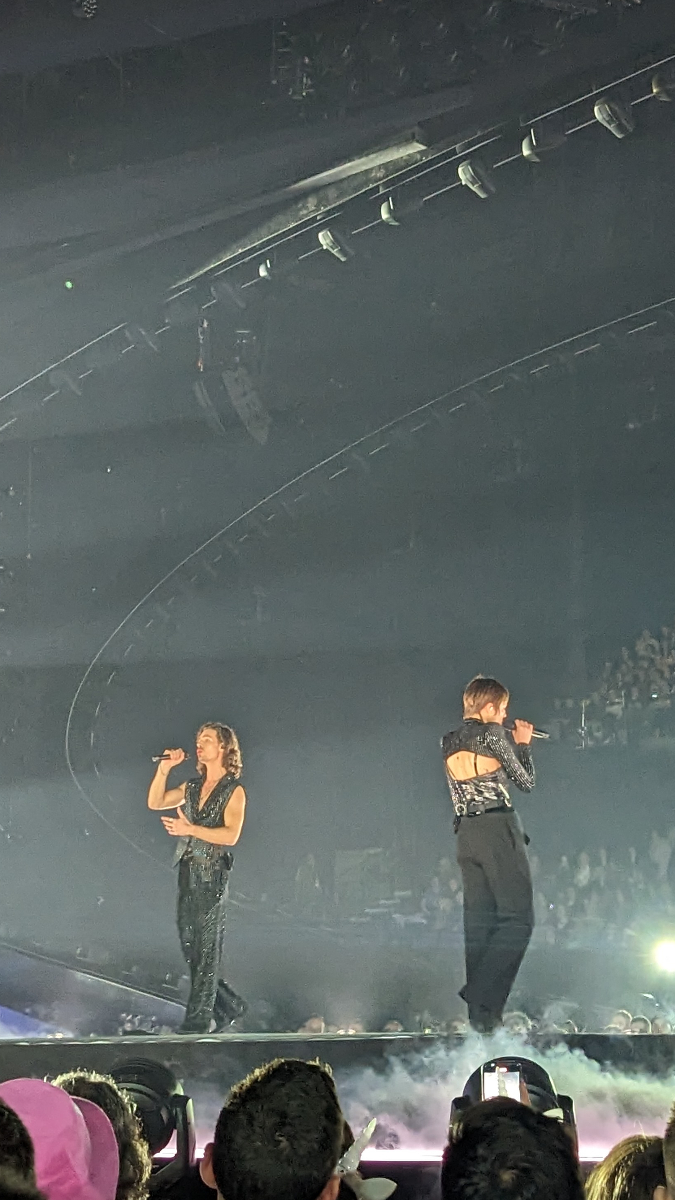
Mia en Dion tijdens de jury halve finale in Liverpool.

Nederland nam deel aan het Eurovisiesongfestival 2023 in Liverpool, Verenigd Koninkrijk. De keuze voor het lied viel op "Burning Daylight". Die keuze werd intern verricht. Het gelegenheidsduo Mia Nicolai en Dion Cooper werd indirect gekozen als de zangers die het lied ten gehore gingen brengen. Nicolai en Cooper strandden in de voorronde. In de eerste halve finale behaalden ze met vijftien deelnemers een dertiende plek en plaatsten zich daardoor niet voor de finale. Het was de 63ste deelname van het land aan het Eurovisiesongfestival. 

## Achtergrond
Van 17 mei tot en met 31 augustus 2022 kon eenieder maximaal drie nummers inzenden, die beoordeeld werden door een selectiecommissie bestaande uit algemeen directeur Eric van Stade van de organiserende publieke omroep AVROTROS, televisiepresentator en auteur Cornald Maas, zanger en televisiepresentator Jan Smit en radio-dj's Hila Noorzai, Carolien Borgers en Sander Lantinga. 
AVROTROS kondigde allereerst op 1 november 2022 Mia Nicolai en Dion Cooper aan als de Nederlandse deelnemers. De twee hadden niet eerder samen gezongen en kenden elkaar evenmin. Het te zingen lied werd geselecteerd uit een shortlist van vier van de bijna vierhonderd inzendingen die de organiserend publieke AVROTROS-omroep ontving, waarvan er een werd uitgevoerd door Dani van Velthoven, winnaar van het elfde seizoen van de reality-zangwedstrijd The Voice of Holland.  
Het lied van Nicolai en Cooper, "Burning Daylight", werd op 1 maart 2023 onthuld tijdens de tv-talkshow Khalid & Sophie. Het werd mede geschreven door Duncan Laurence, zijn verloofde Jordan Garfield en Loek van der Grinten. 
Volgens Van Stade werd door de selectiecommissie alleen voor het lied gekozen. Daar zaten volgens hem Nicolai en Cooper bij als de uit te voeren artiesten, een keuze die Duncan Laurence en Jordan Garfield maakten. "De selectiecommissie was, unaniem, zeer te spreken over hun song waarin hun stemmen prachtig samenkomen", aldus Van der Stade in november 2022. Ook Duncan Laurence uitte zich indertijd positief over het duo: "Deze twee zijn individueel steengoede artiesten, maar toen ik die stemmen bij elkaar hoorde, ontstond hetzelfde gevoel als bij Arcade, waarmee hij verwees naar het lied waarmee hij vier jaar eerder het Eurovisiesongfestival won. "Ik dacht: hier gebeurt iets magisch, we moeten hier meer mee."
Nicolai en Cooper traden voor het eerst live op met "Burning Daylight" op 8 april in Madrid tijdens het concert PrePartyES, en een tweede keer op 15 april in Amsterdam tijdens Eurovision in Concert. Op beide optredens was veel kritiek dat de zang onzuiver was. Het duo erkende de kritiek, maar bij Madrid werd dit verweten aan technische problemen. Enkele dagen daarna stapte Jan Smit om een andere reden uit de selectiecommissie. Hij was tegen het besluit om voor Nicolai en Cooper te kiezen, hoewel de commissie destijds aangaf dat de keuze voor hen unaniem was.

## In Liverpool
Tijdens de eerste halve finale zongen de twee zuiver. Van de vijftien deelnemers behaalden ze met zeven punten de dertiende plaats. Daarmee behoorden ze tot de vijf afvallers. Nederland ontving punten van Zweden en Moldavië (telkens twee) en van Portugal, Azerbeidzjan en Noorwegen (telkens een punt).
1956 · 1957 · 1958 · 1959 · 1960 · 1961 · 1962 · 1963 · 1964 · 1965 · 1966 · 1967 · 1968 · 1969 · 1970 · 1971 · 1972 · 1973 · 1974 · 1975 · 1976 · 1977 · 1978 · 1979 · 1980 · 1981 · 1982 · 1983 · 1984 · 1985 · 1986 · 1987 · 1988 · 1989 · 1990 · 1991 · 1992 · 1993 · 1994 · 1995 · 1996 · 1997 · 1998 · 1999 · 2000 · 2001 · 2002 · 2003 · 2004 · 2005 · 2006 · 2007 · 2008 · 2009 · 2010 · 2011 · 2012 · 2013 · 2014 · 2015 · 2016 · 2017 · 2018 · 2019 · 2020 · 2021 · 2022 · 2023 · 2024 · 2025
Albanië · Armenië · Australië · Azerbeidzjan · België · Cyprus · Denemarken · Duitsland · Estland · Finland · Frankrijk · Georgië · Griekenland · Ierland · IJsland · Israël · Italië · Kroatië · Letland · Litouwen · Malta · Moldavië · Nederland · Noorwegen · Oekraïne · Oostenrijk · Polen · Portugal · Roemenië · San Marino · Servië · Slovenië · Spanje · Tsjechië · Verenigd Koninkrijk · Zweden · Zwitserland